# Adrian Monger
Adrian Calero Monger (født 6. december 1932, død 10. juli 2016) var en australsk roer.
Monger deltog i otter ved OL 1956 på hjemmebane i Melbourne. De øvrige medlemmer af båden var Michael Aikman, David Boykett, Fred Benfield, Garth Manton, Walter Howell, Jim Howden, Brian Doyle og styrmand Harold Hewitt. Den australske båd indledte med at vinde i runde ét, mens de blev nummer to i semifinalen. I finalen kæmpede de med canadierne om føringen i begyndelsen, men så kom USA og endte med at vinde, mens canadierne blev toere og australierne, der gik lidt ned i tempo til sidst, vandt bronze.
Kort efter OL i 1956 indstillede Monger sin aktive rokarriere for at koncentrere sig om en karriere som børsmægler. Han var dog stadig engageret i rosporten, og desuden havde han interesse i undervisning, så han skiftede spor til at blive lærer på en grammar school, hvor han også virkede som rotræner. Han flyttede senere tilbage til Vestaustralien, hvor han oprindeligt kom fra, og her underviste han i økonomiske fag, lige som han var rotræner helt frem til 2007.

## OL-medaljer
- 1956:  Bronze i otter